# Етуяха (приток Татляхаяхи)
Етуяха (устар. Ету-Яга) — река в России, протекает по Ямало-Ненецкому АО. Устье реки находится в 99 км по левому берегу реки Татляхаяха. Длина реки составляет 17 км.

## Данные водного реестра
По данным государственного водного реестра России относится к Нижнеобскому бассейновому округу, водохозяйственный участок реки — Надым. Речной бассейн реки — Надым.
Код объекта в государственном водном реестре — 15030000112115300047507.